# Скопо
Скопо (словен. Skopo) — поселення в общині Сежана, Регіон Обално-крашка, Словенія. Висота над рівнем моря: 289,2 м.